# Memories of Us
Albums de George Jones
George and Tammy and Tina
(1975) The Battle
(1976)
Memories of Us est un album de l'artiste américain de musique country George Jones. Cet album est sorti en 1975 sur le label Epic Records. Il a atteint la 43e position des charts de musique country du classement du magazine Billboard.
Memories of Us est le premier album de George Jones sorti après son divorce d'avec Tammy Wynette.

## Liste des pistes
| No  | Titre                     | Auteur                                             | Durée |
| --- | ------------------------- | -------------------------------------------------- | ----- |
| 1.  | Memories of Us            | Dave Kirby, Glenn Martin                           |       |
| 2.  | Touch of Wilderness       | Jodie Emerson                                      |       |
| 3.  | A Goodbye Joke            | Earl Montgomery, Charlene Montgomery, George Jones |       |
| 4.  | What I Do Best            | Roger Bowling                                      |       |
| 5.  | She Should Belong to Me   | George Jones, Tammy Wynette                        |       |
| 6.  | Have You Seen My Chicken  | Montgomery, Jodie Emerson                          |       |
| 7.  | She Once Made a Romeo Cry | Bill Emerson, Jodie Emerson                        |       |
| 8.  | Bring on the Clowns       | Billy Sherrill, Jones, Wynette                     |       |
| 9.  | Hit and Run               | Montgomery                                         |       |
| 10. | I Just Don't Give a Damn  | Jimmy Peppers, Jones                               |       |

## Positions dans les charts
Album – Billboard (Amérique du nord)
| Année | Chart          | Position |
| ----- | -------------- | -------- |
| 1975  | Albums country | 43       |